# Lacquy
Lacquy – miejscowość i gmina we Francji, w regionie Nowa Akwitania, w departamencie Landy.
Według danych na rok 1990 gminę zamieszkiwały 193 osoby, a gęstość zaludnienia wynosiła 10 osób/km² (wśród 2290 gmin Akwitanii Lacquy plasuje się na 984. miejscu pod względem liczby ludności, natomiast pod względem powierzchni na miejscu 557.).